# Starica
Starica (rusky Старица) je město v Tverské oblasti v Ruské federaci. Při sčítání lidu v roce 2010 měla přes osm tisíc obyvatel.

## Poloha a doprava
Starica leží na východním okraji Valdajské vrchoviny u ústí říčky Staricy do Volhy. Od Tveru, správního střediska oblasti, je vzdálena přibližně pětasedmdesát kilometrů jihozápadně.
Přibližně dvanáct kilometrů severozápadně od města leží železniční stanice Starica na trati Lichoslavl – Toržok – Ržev – Vjazma, která byla uvedena do provozu v roce 1878.

## Dějiny
Sídlo zde vzniklo v roce 1297 jako pevnost Tverského velkoknížectví, která byla zprvu nazývána Gorodok (Городок) nebo Gorodesk (Городеск). Jméno Starica se objevuje později a město jej dostává až druhotně podle říčky.
Od roku 1485 se celé Tverské velkoknížectví i se Staricou stalo součástí Moskevského velkoknížectví.
Roku 1775 získala Starica status újezdního města. V 18. a 19. století byla důležitou součástí vodní cesty mezi Moskvou a Petrohradem.
Za druhé světové války byla Starica 12. října 1941 obsazena německou armádou a 1. ledna 1942 dobyta zpět jednotkami Kalininského frontu Rudé armády.

### Rodáci
- Lev Fjodorovič Sabakin (1746 – 1813), mechanik a vynálezce
- Jevgenij Bronislavovič Pašukanis (1891 – 1937), právník